# Andō Hiroshige
En aquest nom japonès, el cognom és Utagawa.
Utagawa Hiroshige (en japonès:歌川 広重, també anomenat Andō Hiroshige (en japonès:安藤 広重; 1797 – 12 d'octubre de 1858) va ser un artista de l'ukiyo-e japonès i considerat el darrer gran mestre d'aquesta tradició.
Utagawa Hiroshige (Edo, 1797 – 6 de setembre del 1858), pintor japonès i dissenyador de gravats de l'ukiyo-e. També se'l coneix com a Andō Hiroshige o Ichiyūsai Hiroshige.
Fou fill d'un oficial del departament de bombers assignat al castell del shogun. El seu primer mestre va ser Ikajima Rinsai; després, va intentar entrar com a aprenent al taller d'Utagawa Toyokuni però va ser rebutjat. Als 14 anys, va començar com a aprenent al taller d'Utagawa Toyohiro, sota la influència del qual va pintar retrats d'actors. També va estudiar pintura nanga i es va interessar per la pintura occidental i els treballs de l'escola shijô.
Va renunciar a la seva posició heretada de bomber en favor del seu fill per dedicar-se a la pintura, adoptant el nom d'Hiroshige l'any 1812. El 1832, va rebre l'encàrrec de fer de dibuixant oficial en un viatge a la cort de Kyoto que li va servir per a reunir gran quantitat d'apunts al natural del camí de Tokaido, unint-se a la línia pictòrica iniciada per Hokusai. A les 53 estacions del Tokaido, li van seguir altres viatges pel país que li van servir per a pintar sèries del Kisohaidô, del llac Biwa, etc., així com la seva sèrie de llocs cèlebres, entre les quals destaca especialment la dedicada a Edo, el seu lloc de residència habitual.
La seva producció va ser enorme i les seves obres destaquen pel virtuosisme tècnic i les seves capacitats observadores, que va aprofitar per a representar els paisatges a diferents hores del dia o de la nit, o en les diferents estacions de l'any. Les seves obres van ser conegudes a Europa per les exposicions universals, deixant una clara petjada en els pintors impressionistes.

## Biografia

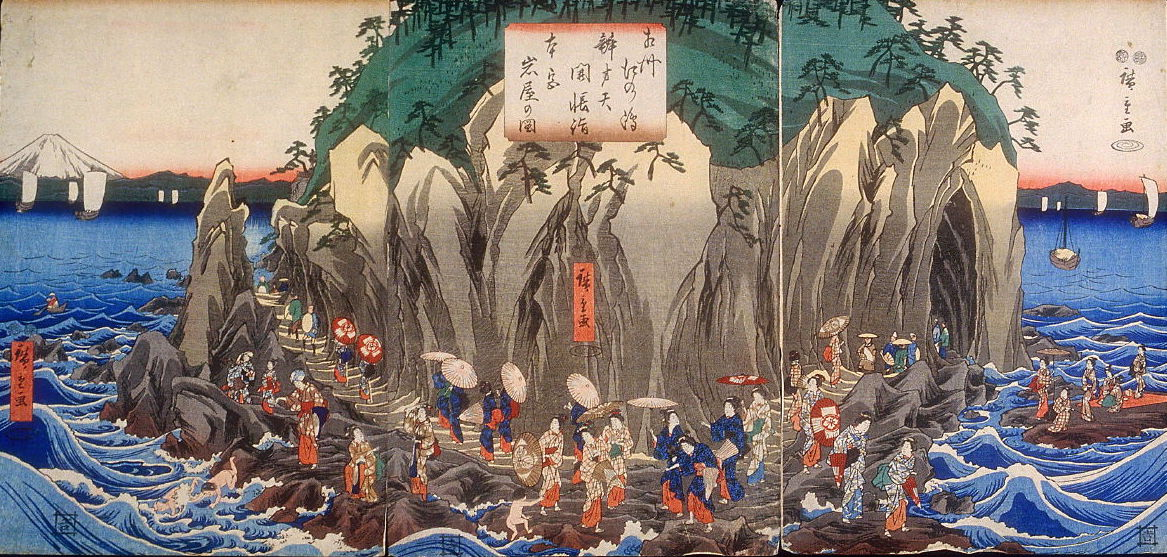
Peregrinació al santuari de la deessa Benzaiten a la gruta rocosa d'Enoshima, a la província de Sagami (1850), tríptic en format ōban, editorial Sumiyoshiya Masagoro.

Andō Tokutarō va néixer a Edo, la capital del Japó, probablement el 1797 (l'única referència que hi ha sobre el seu naixement és el retrat pòstum que li va dibuixar Utagawa Kunisada, on s'especifica que va morir als 62 anys). Era fill d'Andō Genuemon, un capità de bombers (hikeshi dōshin) de casta samurai, que exercia com a inspector d'incendis al districte de Yayosugashi —actual barri de Marunouchi—, per la qual cosa rebia un sou directament del Shogunat. Era un càrrec hereditari, que va transmetre al seu fill al morir, el 1809. Aquest mateix any va morir també la seva mare. En la seva joventut va rebre els noms de Tokubei i Jūemon, ja que era costum en aquesta època canviar sovint de nom o afegir diversos al principal.
Des de la seva infantesa va mostrar un gran talent per al dibuix i la pintura, per la qual cosa des dels deu anys va rebre classes de pintura, a càrrec d'Okajima Rinsai, un pintor de l'escola Kanō. El 1811 va entrar en el taller d'Utagawa Toyohiro, del qual va arribar a ser el seu principal i més dotat deixeble. Al cap d'un any, el 1812, va rebre el nom artístic de Hiroshige, al mateix temps que un altre sobrenom per al taller, Ichiyūsai —transformat el 1832 a Ichiryūsai (a vegades escurçat a simplement Ryūsai). En aquella època era usual utilitzar diversos noms per a successives fases de la vida, com a intent de propiciar la bona sort. D'igual manera, a la mort del seu mestre el 1828 es va fer càrrec del seu taller, adoptant el nom de Toyohiro II, que, no obstant això, pràcticament no va utilitzar, quedant-se amb el seu nom d'aprenent.
En mans del seu mestre, Hiroshige es va formar en l'estil característic de l'escola Utagawa, centrant-se en la representació de belles dones (bijin-ga) i actors del teatre popular japonès kabuki (yakusha-e). En els seus primers anys va realitzar poques obres, potser a causa de les seves obligacions a l'estació de bombers. No obstant això, el 1832 va renunciar al seu càrrec, que va transmetre al seu fill Nakajirō, dedicant-se per complet a la seva labor artística. Va ser aquest el veritable començament de la seva carrera i l'inici del seu èxit, com l'aconseguit amb la seva primera sèrie, Cinquanta-tres etapes de la ruta de Tōkaidō (Tōkaidō Gojūsantsugi, 1832-1834). Des de llavors es va dedicar gairebé en exclusiva al paisatgisme. Les seves obres, no obstant això, contra el que pogués semblar, rarament estan executades a la vista del paisatge original, sinó que són reinterpretacions basades en il·lustracions de les guies de viatge. Pel que sembla, Hiroshige no va viatjar molt i va portar una vida bastant sedentària a la seva ciutat natal, Edo.
Hiroshige va estar casat en dues ocasions: amb la seva primera esposa —de la qual no se sap el nom— es va casar el 1821, enviduant el 1839; més tard, el 1847, es va casar en segones núpcies amb Yasu, quinze anys menor que ell. Amb la seva primera esposa va tenir un fill, Nakajirō, mentre que amb la segona van adoptar una nena, anomenada Tatsu, que posteriorment es casaria amb Hiroshige II i amb Hiroshige III, els dos deixebles del mestre. El 1849 es va traslladar a Kanōshindō, al districte de Nakabashi, on va construir-se una casa nova. De la seva vida quotidiana se sap que era una cosa dissoluta, així com un gran aficionat a la gastronomia. No obstant això, als 60 anys (el 1856), es va convertir en monjo budista, després del ritual d'afaitar-se el cap.
Hiroshige va morir de còlera el 1858 (el sisè dia del novè mes de l'any 5 d'Ansei, segons el calendari japonès), a causa d'una epidèmia que es va desfermar per la ciutat, cobrant-se 28.000 víctimes. Va ser enterrat en el cementiri del temple Asakusa Tōgakuji, en una cerimònia a l'estil samurái, i va rebre pòstumament els noms de Genkōin Tokuo Ryūsai Shinji. Va tenir diversos deixebles, els dos principals que van portar el seu mateix nom, Hiroshige II i Hiroshige III, al costat de diversos altres com Utagawa Shigemaru, Utagawa Shigekiyo, Utagawa Hirokage, Shōsai Ikkei, etc.

## Influència

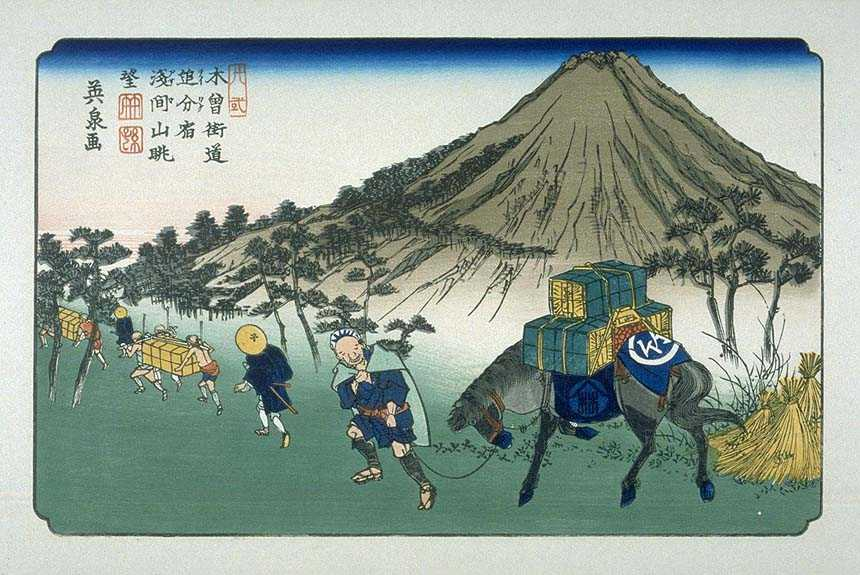
Keisai Eisen va ser influenciat i va treballar amb Hiroshige. A la imatge, Les seixanta-nou estacions del Kisokaidō.

Hiroshige va ser membre de l'⁣escola Utagawa, juntament amb Kunisada i Kuniyoshi. L'escola d'Utagawa estava formada per desenes d'artistes i es va situar a l'avantguarda pel que fa als gravats en xilografia del segle xix. Els membres de l'escola d'Utagawa, especialment notables pels seus gravats històrics, executaven amb perfecció en tots els gèneres populars.
Durant l'època d'Hiroshige, la indústria de la impressió estava en auge i l'audiència de consumidors de les impressions creixia ràpidament. Abans d'aquesta època, la majoria de les sèries impreses s'havien publicat en conjunts petits, com ara deu o dotze dissenys per sèrie. Es van produir sèries cada cop més grans per satisfer la demanda, i aquesta tendència es pot veure a l'obra d'Hiroshige, com ara Les seixanta-nou estacions del Kisokaidō i Cent vistes famoses d'Edo .
Pel que fa a l'estil, Hiroshige és especialment conegut per utilitzar punts de vista inusuals, al·lusions estacionals i colors sorprenents. En particular, va treballar àmpliament dins del regne del meisho-e (名所絵) fent imatges de llocs famosos. Durant el període Edo, el turisme també va estar en auge, la qual cosa va provocar un augment de l'interès popular pels viatges. Les guies de viatge abundaven i les ciutats van aparèixer al llarg de rutes com la Tōkaidō, una carretera que unia Edo amb Kyoto. Enmig d'aquesta creixent cultura dels viatges, Hiroshige es va inspirar en els seus propis viatges, així com en històries d'aventures d'altres persones, per inspirar-se per crear els seus paisatges. Per exemple, a Les cinquanta-tres estacions del Tōkaidō (1833), il·lustra anècdotes de Viatges a la costa oriental (東海道中膝栗毛 Tōkaidōchū Hizakurige, 1802–1809) de Jippensha Ikku, una comèdia que descriu les aventures de dos viatgers maldestres mentre avancen pel mateix camí.
Les cinquanta-tres estacions del Tōkaidō (1833–1834) i Cent vistes famoses d'Edo (1856–1858) d'Hiroshige van influir molt en els impressionistes francesos com Monet. Vincent van Gogh va copiar dues de les cent vistes famoses d'Edo que es trobaven entre la seva col·lecció d'impressions ukiyo-e. L'estil d'Hiroshige també va influir en la Mir iskusstva, un moviment artístic rus del segle XX del qual Ivan Bilibin i Mstislav Dobuzhinsky eren artistes importants. Dobuzhinsky va confessar la influència d'Hiroshige "M'agradava triar un punt de vista propi perquè la composició fos sorprenent, inusual; en això, tenia l'exemple constant d'Hiroshige davant els meus ulls". Cézanne i Whistler també van estar influenciats per Hiroshige. Hiroshige va ser considerat per Louise Gonse, directora de la influent Gazette des Beaux-Arts i autora dels dos volums L'Art Japonais el 1883, com el més gran pintor de paisatges del segle xix.

Còpies de Van Gogh d'il·lustracions de Hiroshige
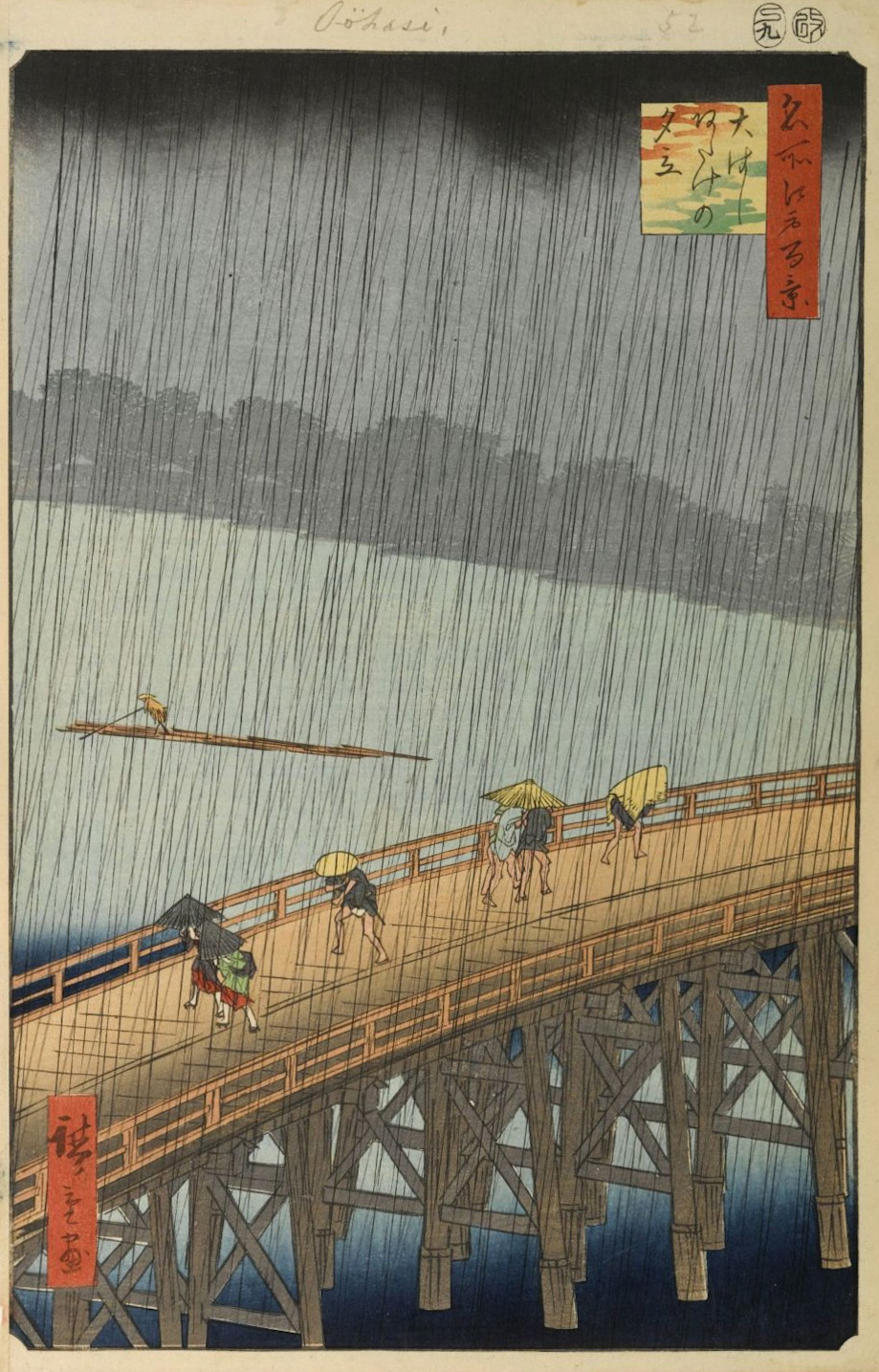
El pont Ōhashi a Atake sota una pluja inesperada, Hiroshige, 1857 És una de les Cent famoses vistes d'Edo
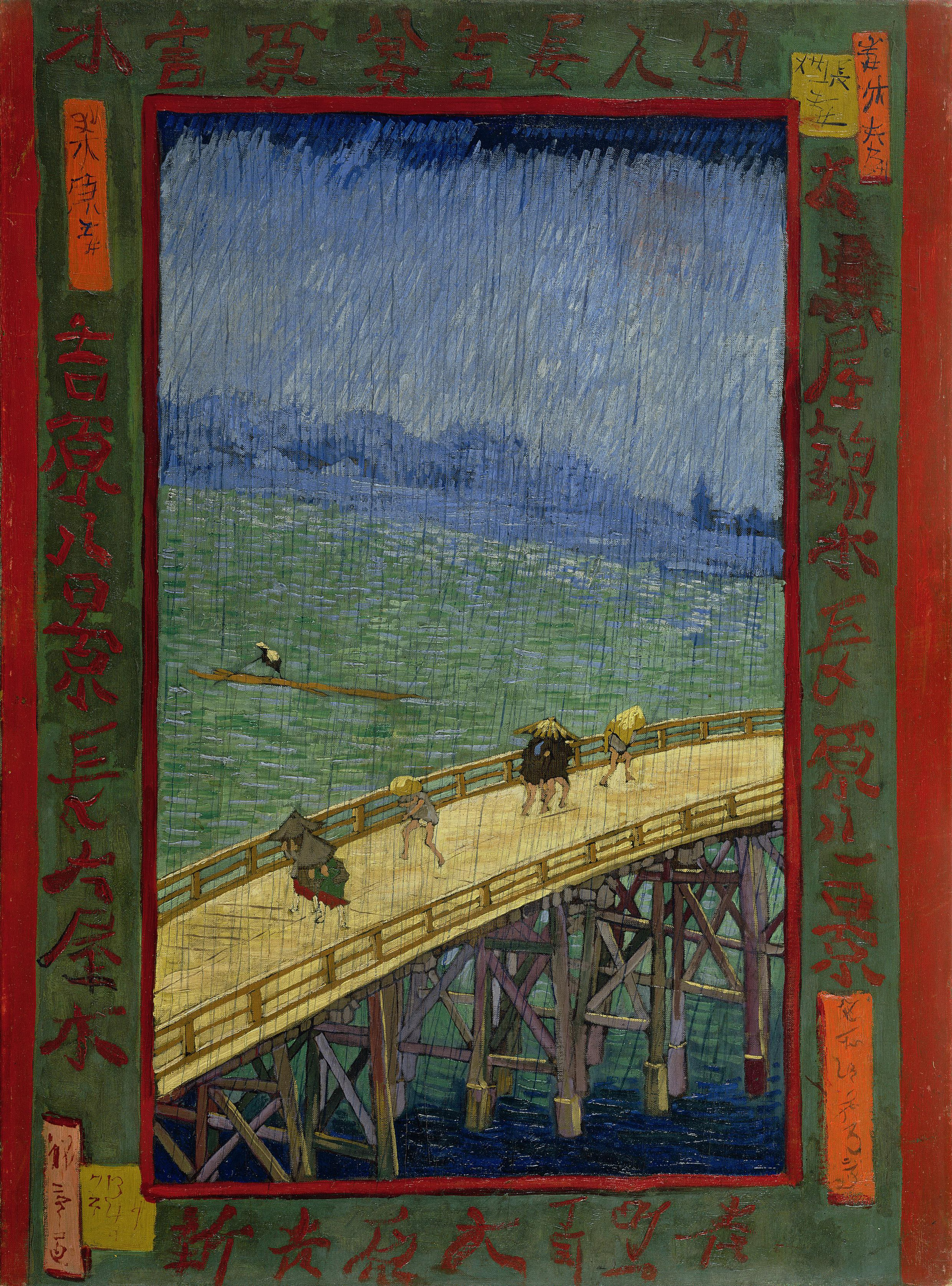
Pont en la pluja, Vincent van Gogh (de la sèrie Japonaiserie), pintura a l'oli, 1887
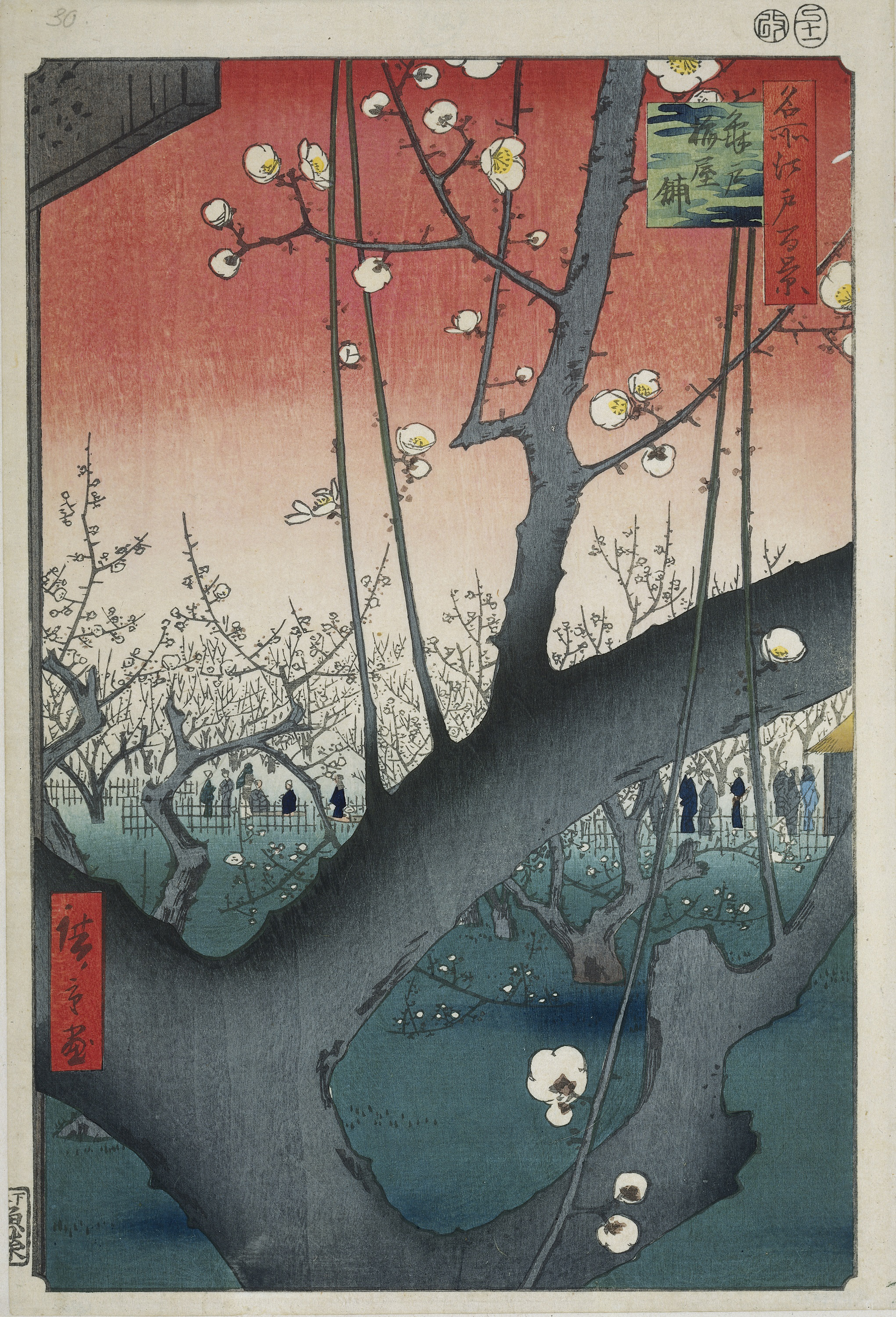
Jardí de pruners a Kameido (1857), És una de les Cent famoses vistes d'Edo
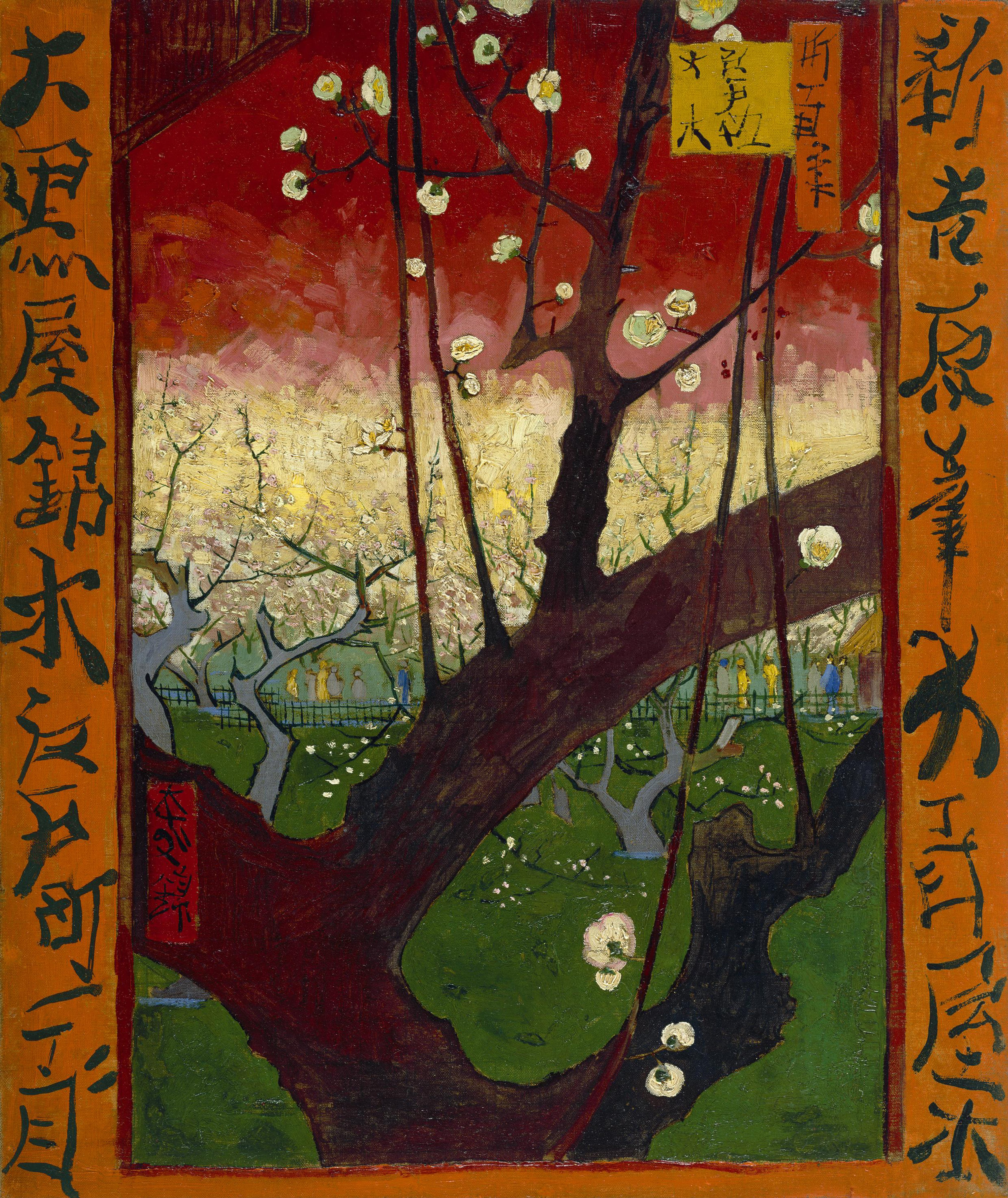
Pruners florits (1887) de Vincent van Gogh, de la sèrie Japonaiserie, a la col·lecció del Van Gogh Museum d'Amsterdam

## Galeria

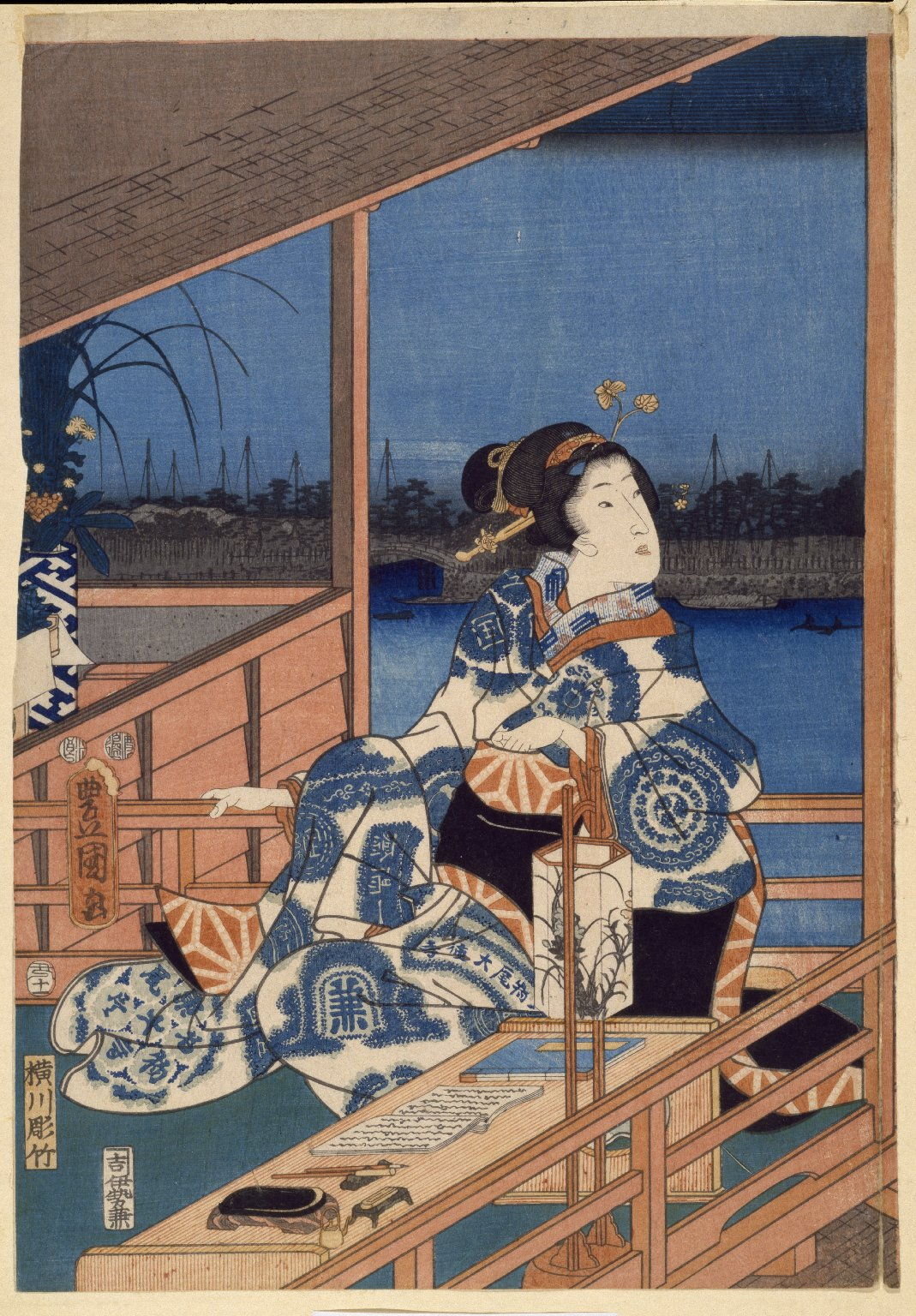
Tsukuda
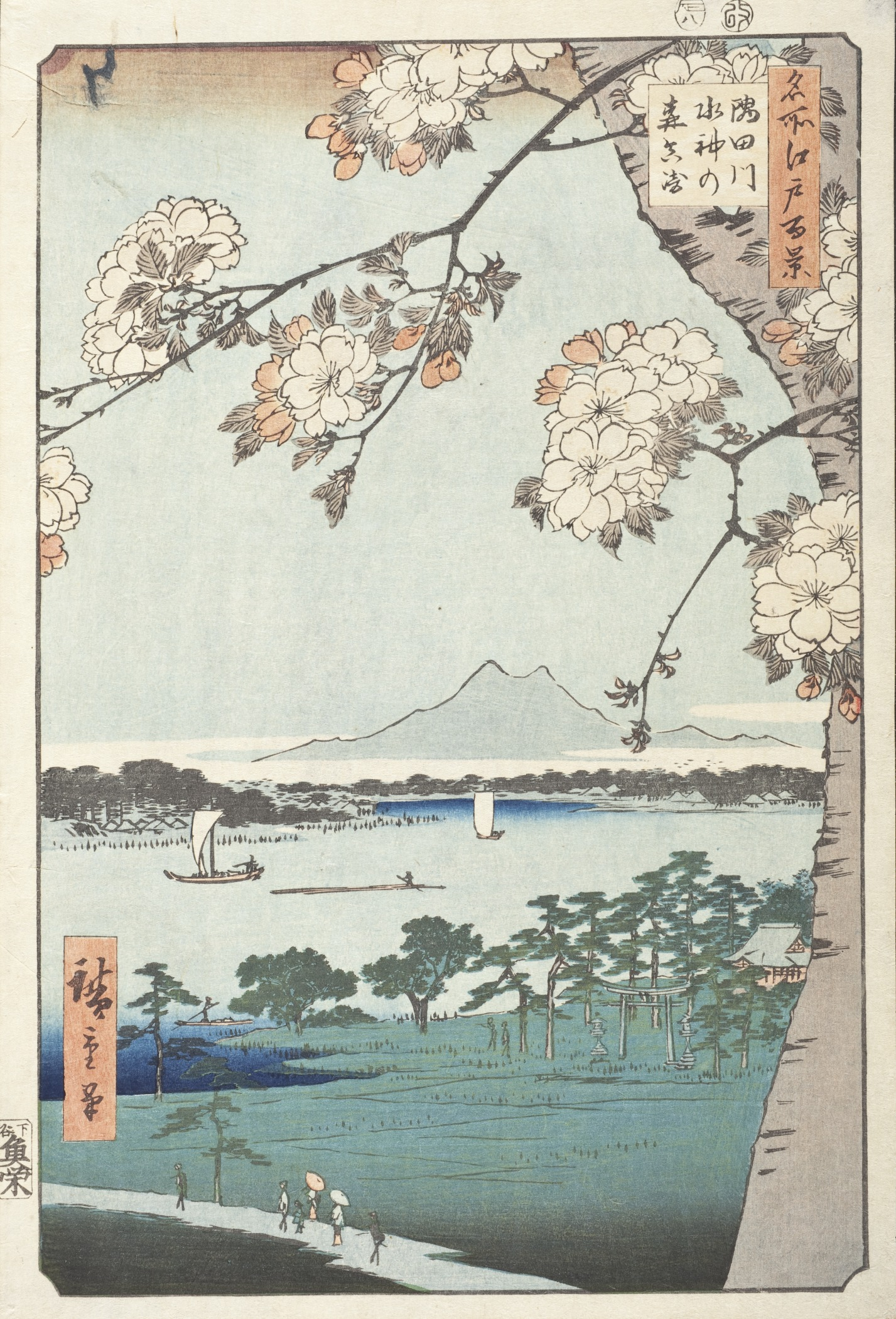
Riu Sumida
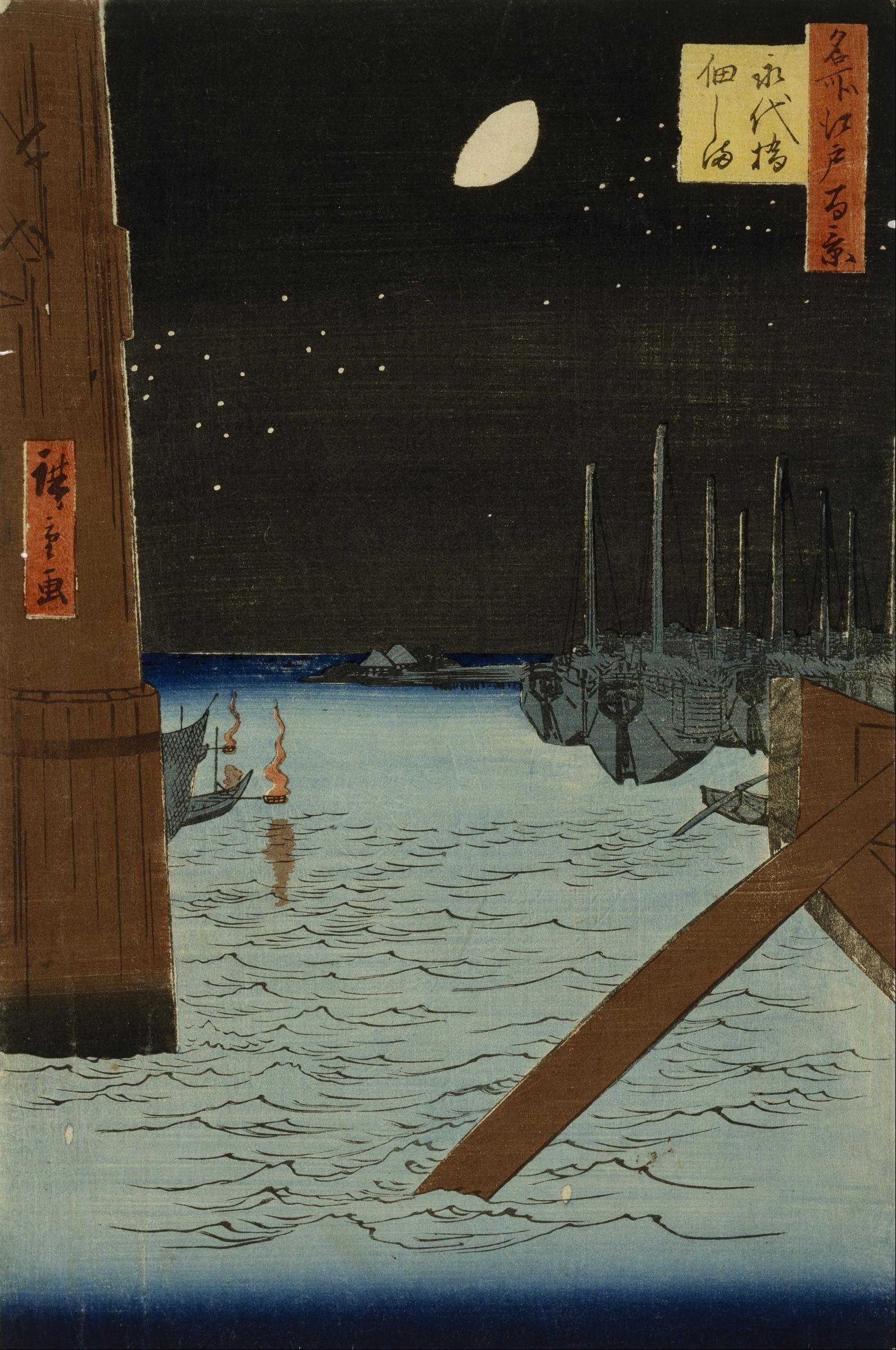
Illa Tsukuda des del pont Eitai B
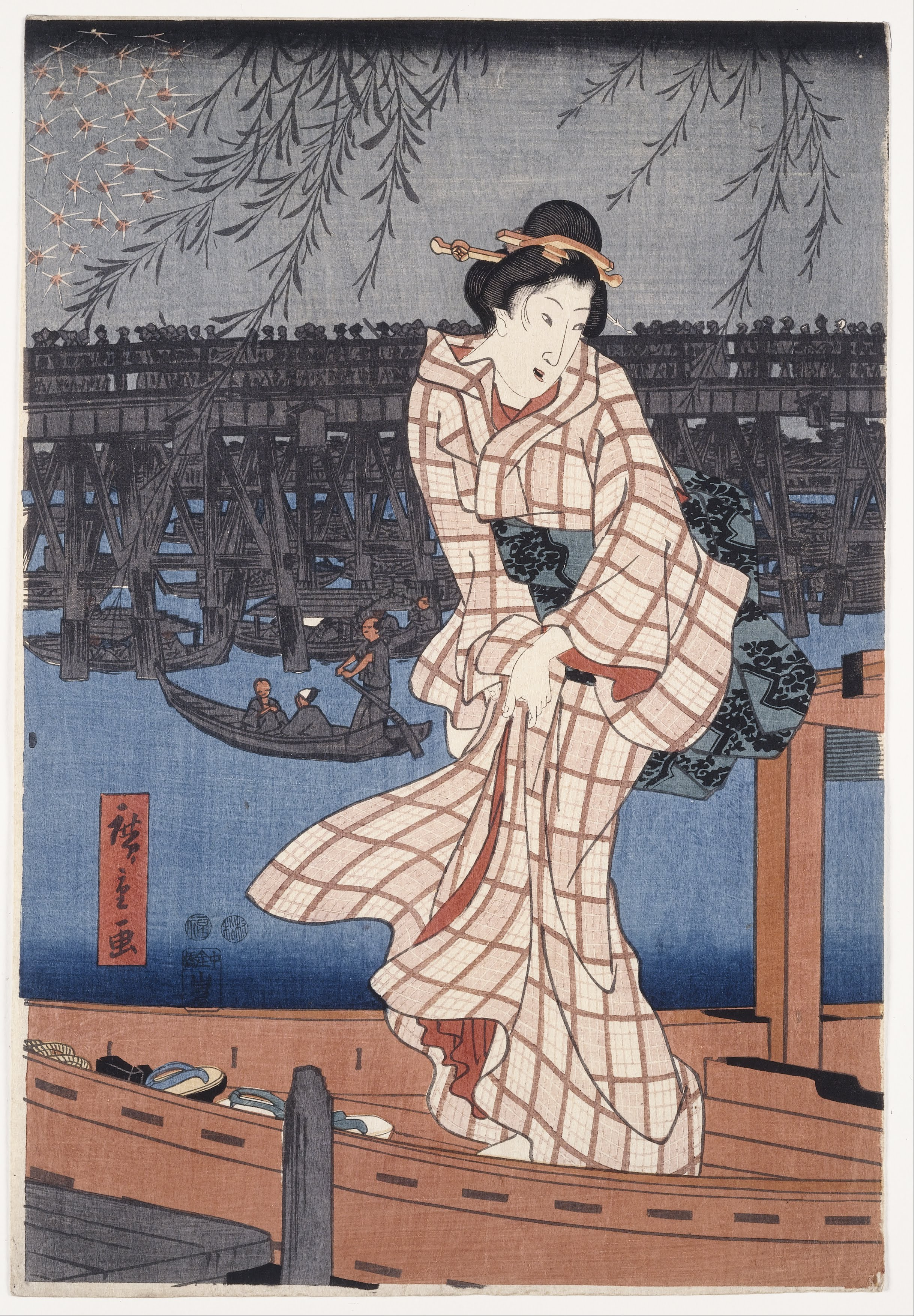
Hiroshige - Riu Sumida
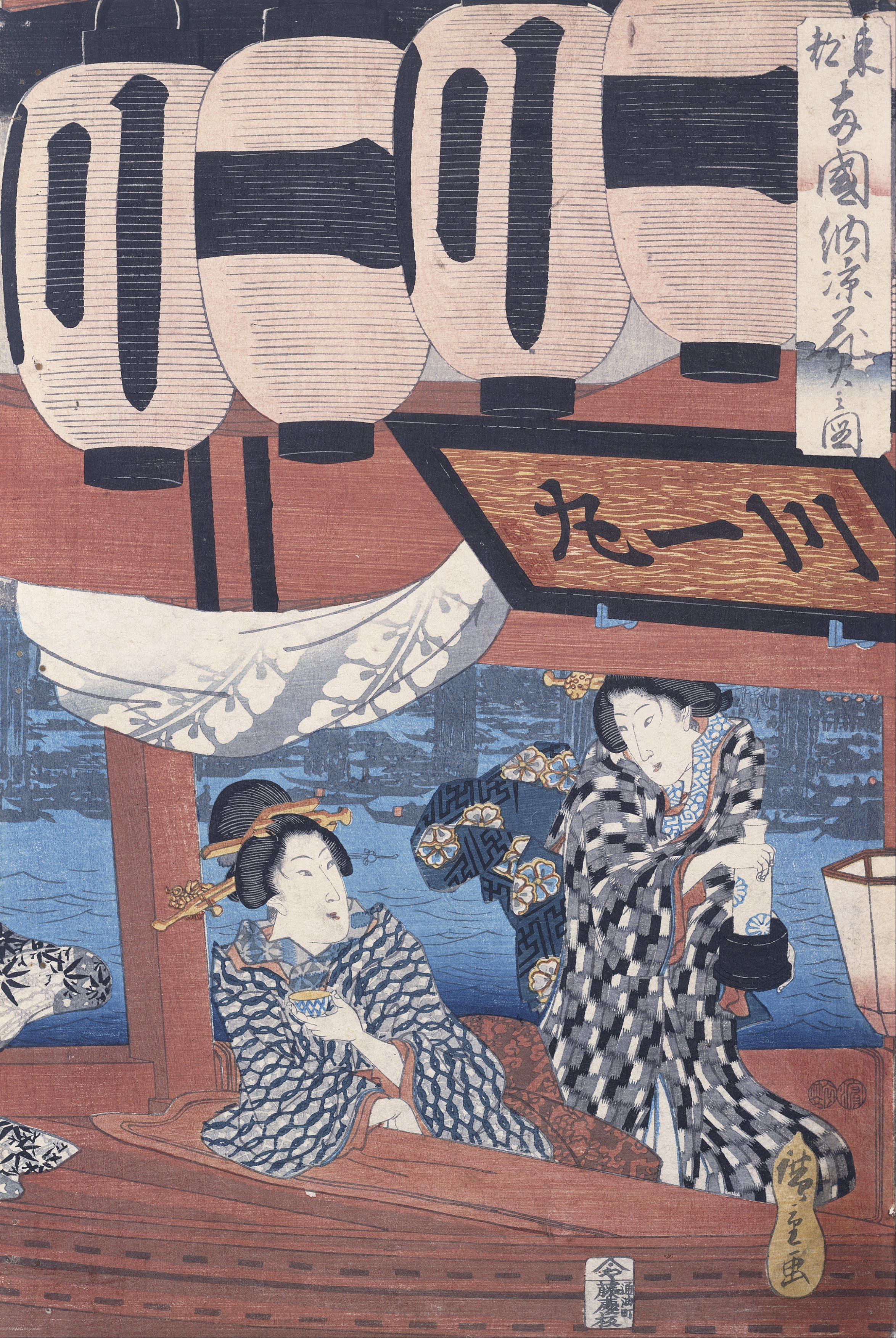
Focs artificials al pont Ryogoku
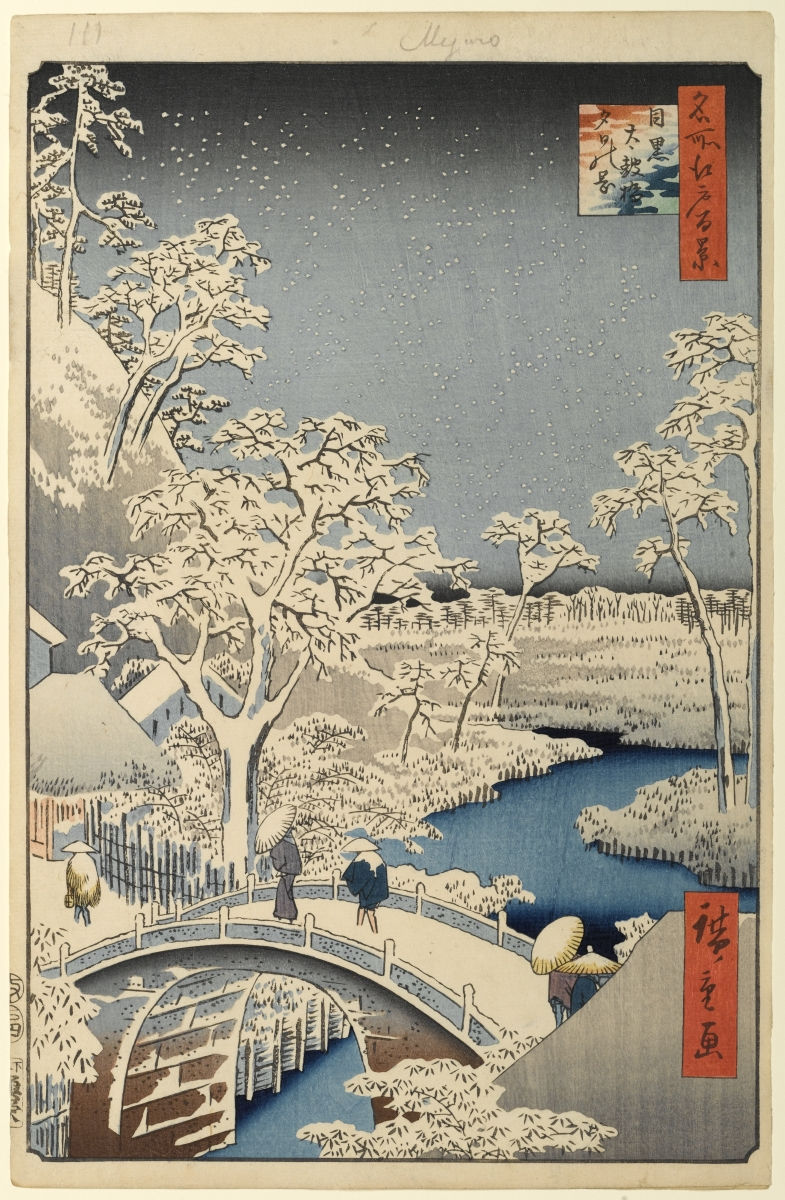
100 vistes d'Edo: Meguro
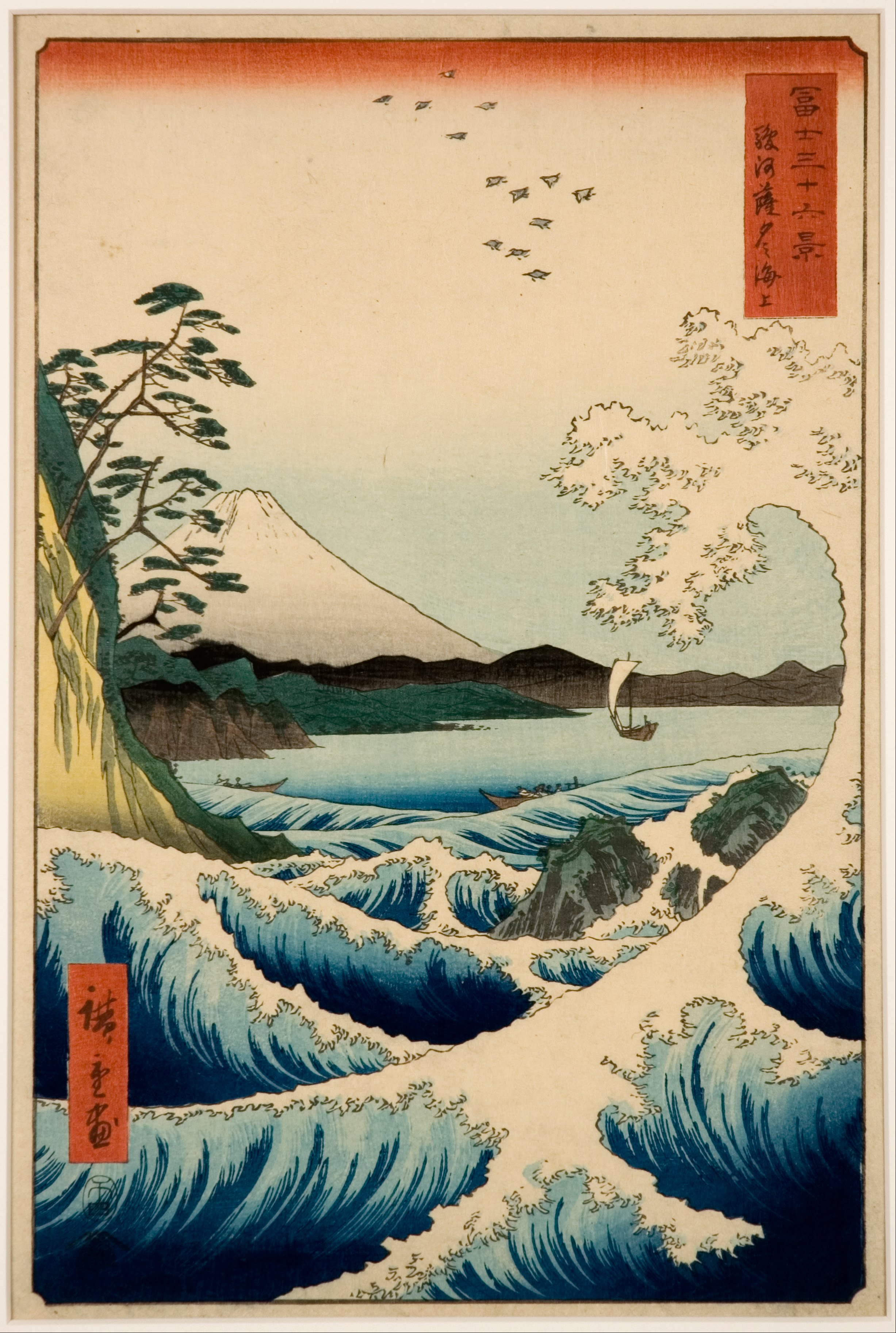
De la sèrie "36 vistes del Munt Fuji"
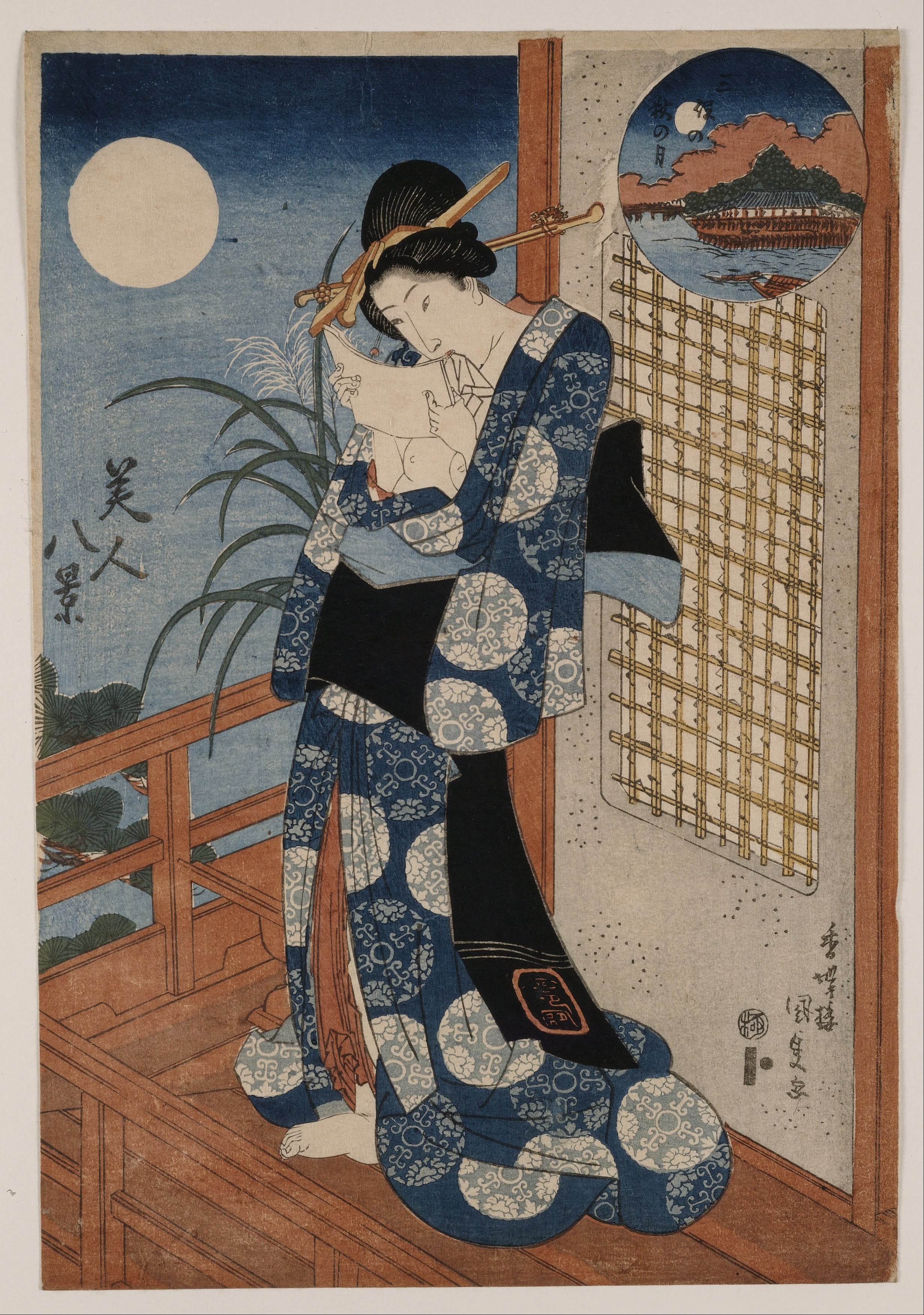
Lluna sobre Miho
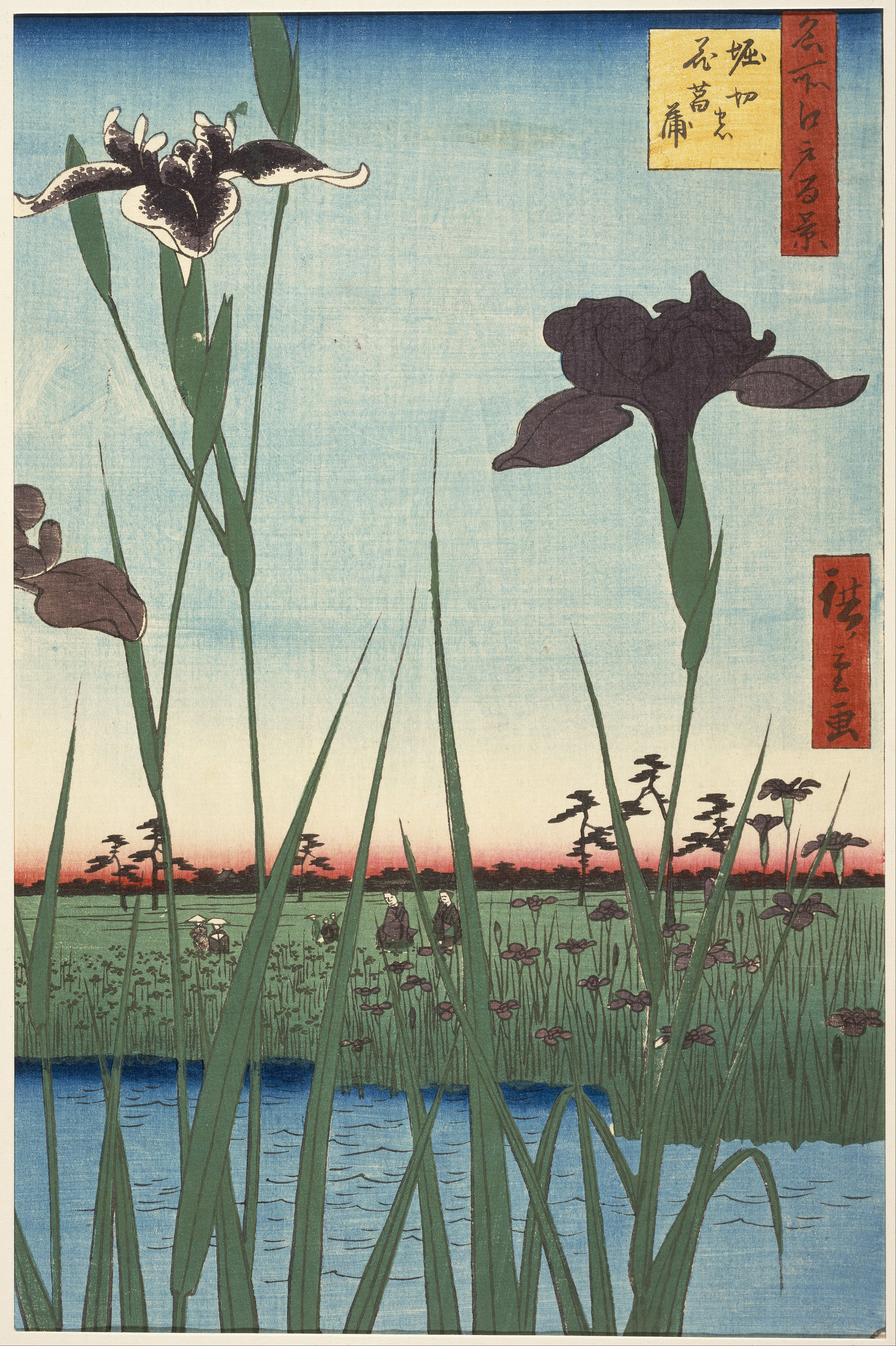
Horikiri no hanashōbu
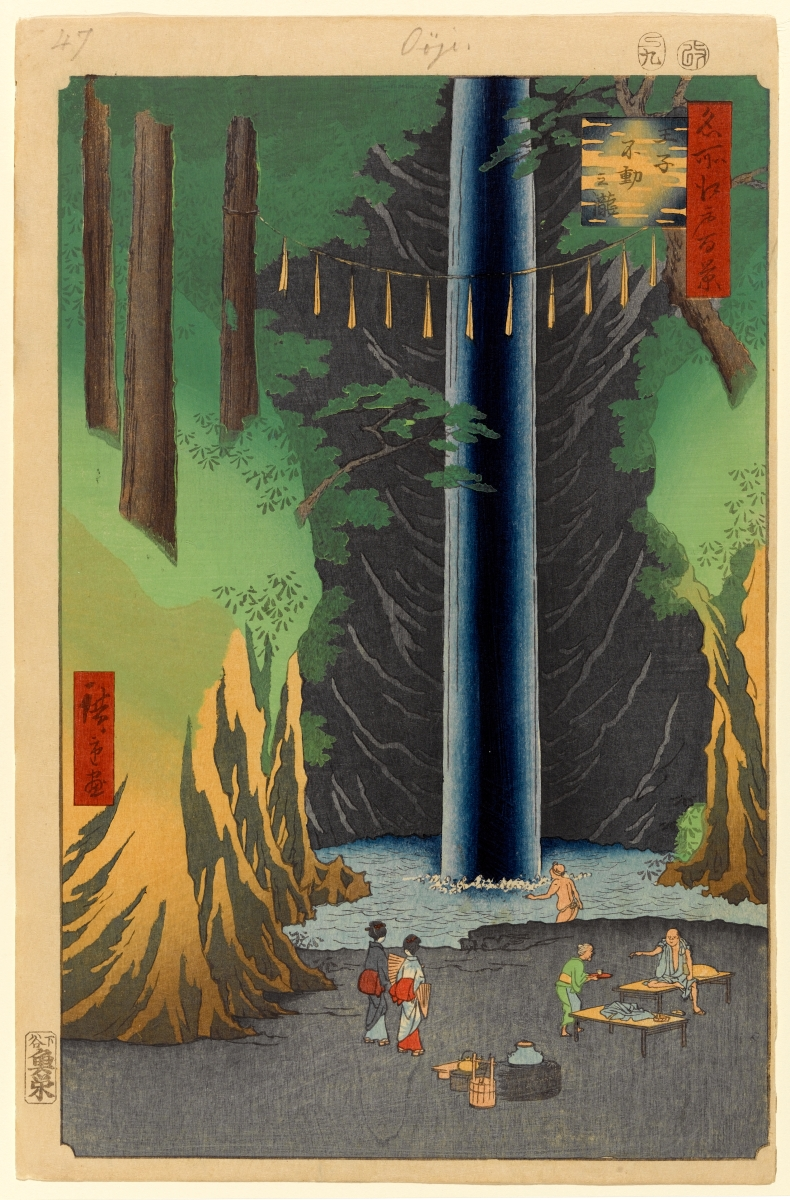
Fudo, 1857
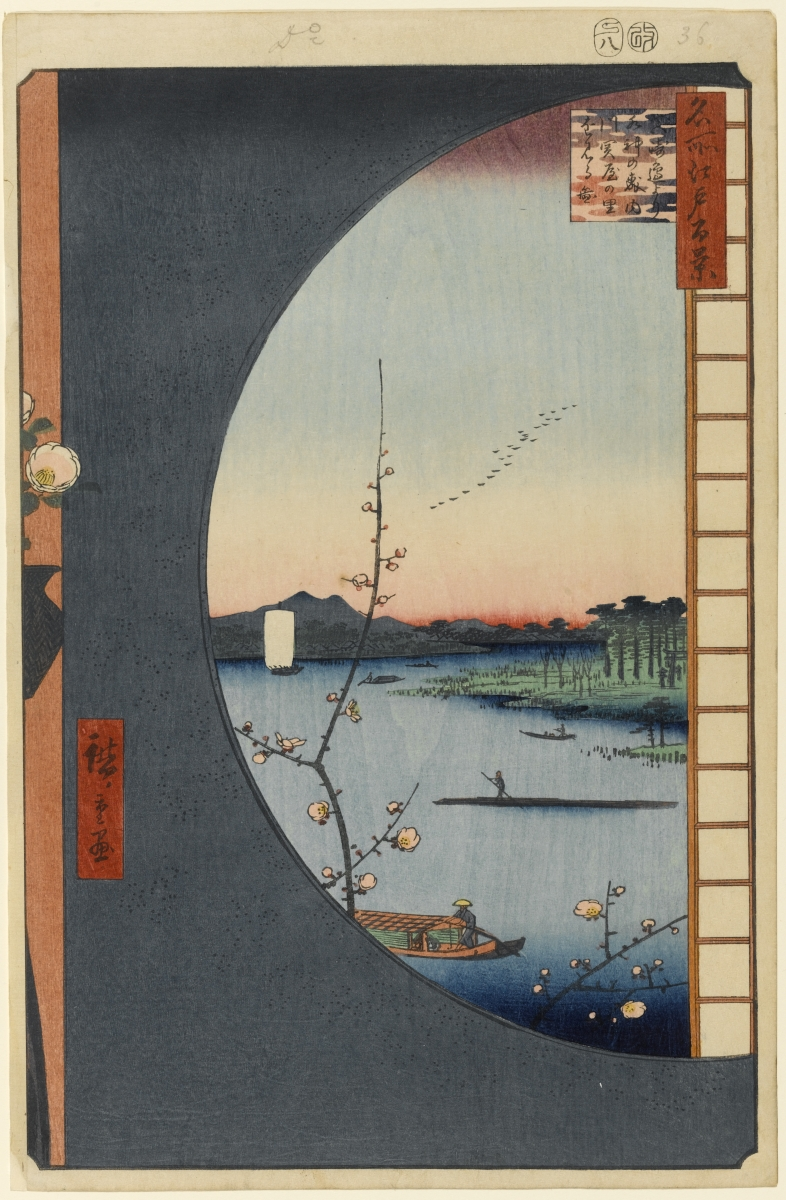
Edo, des de Massaki
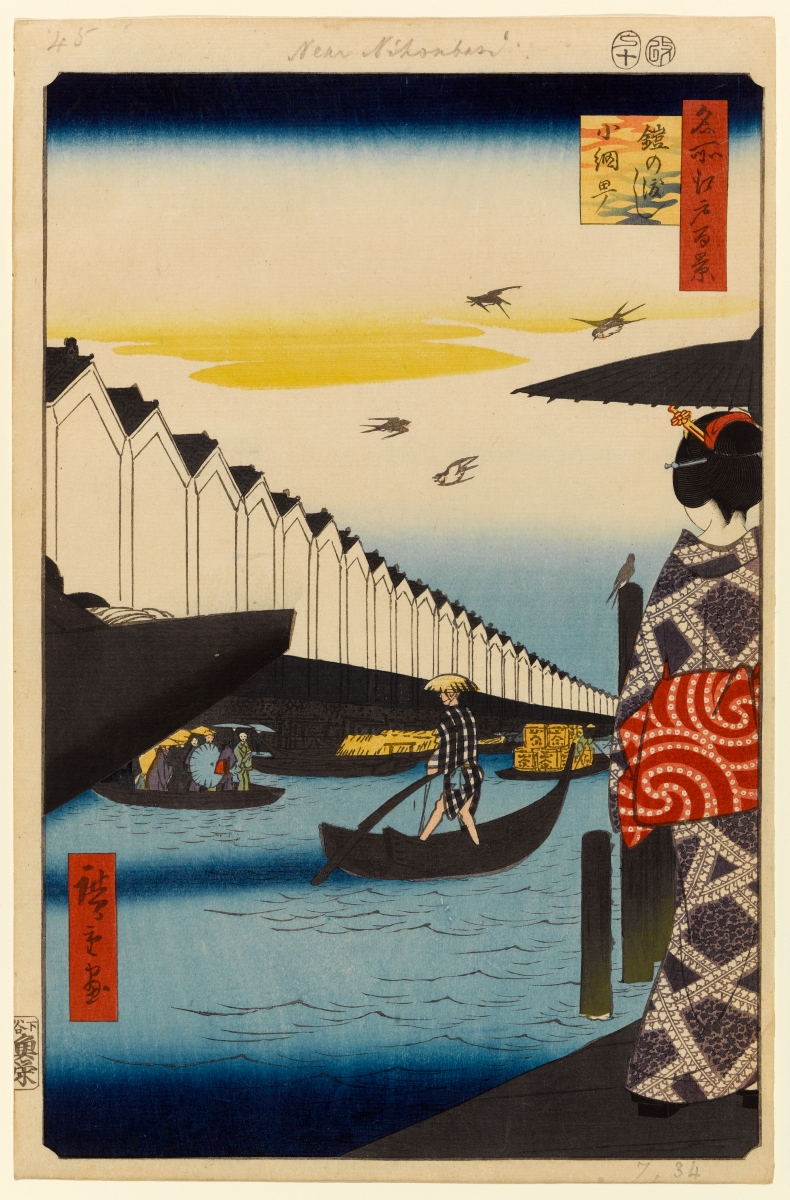
100 vistes d'Edo,
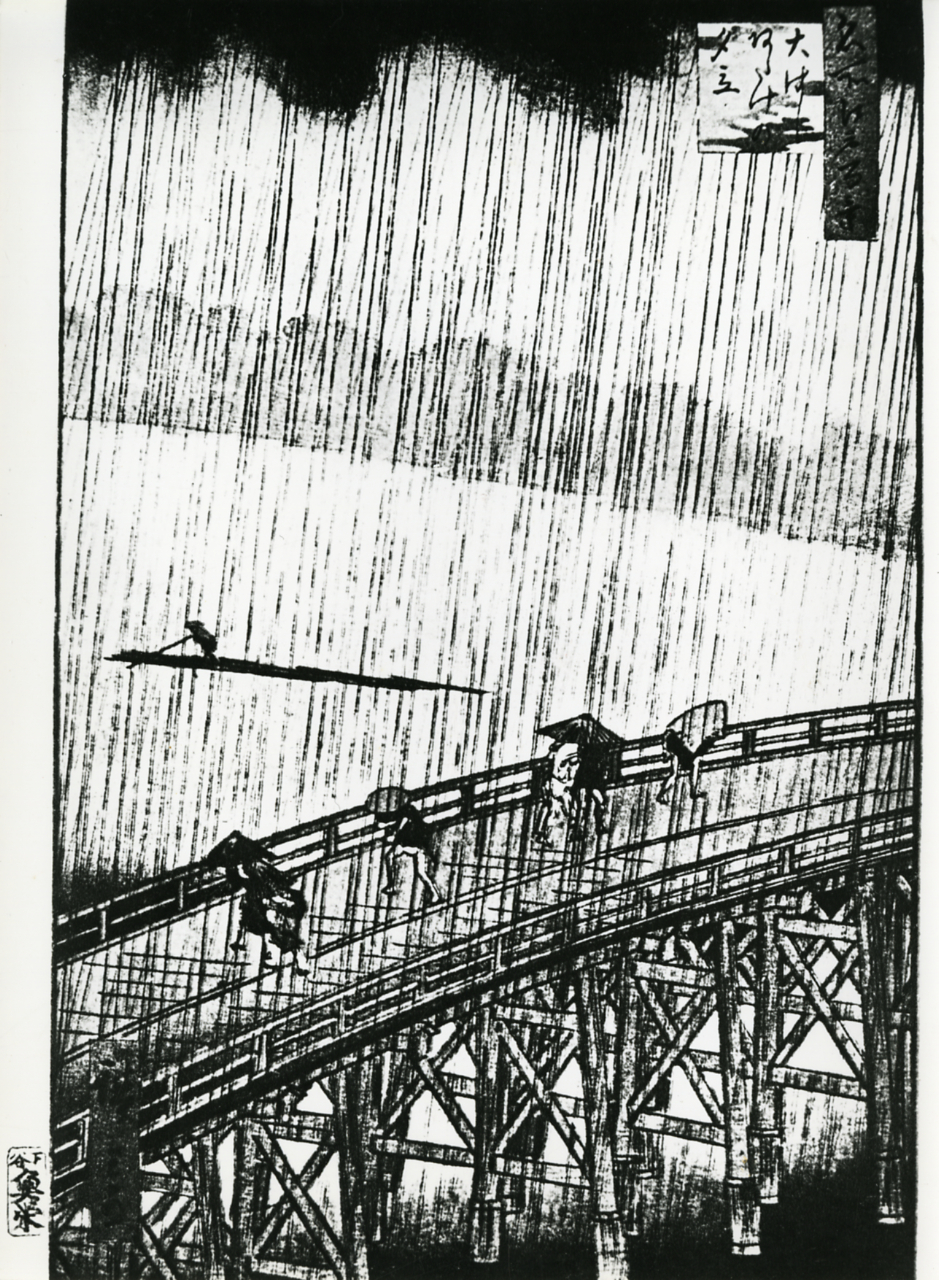
Evening Shower at Atake and the Great Bridge. Photo by Paolo Monti (1975)

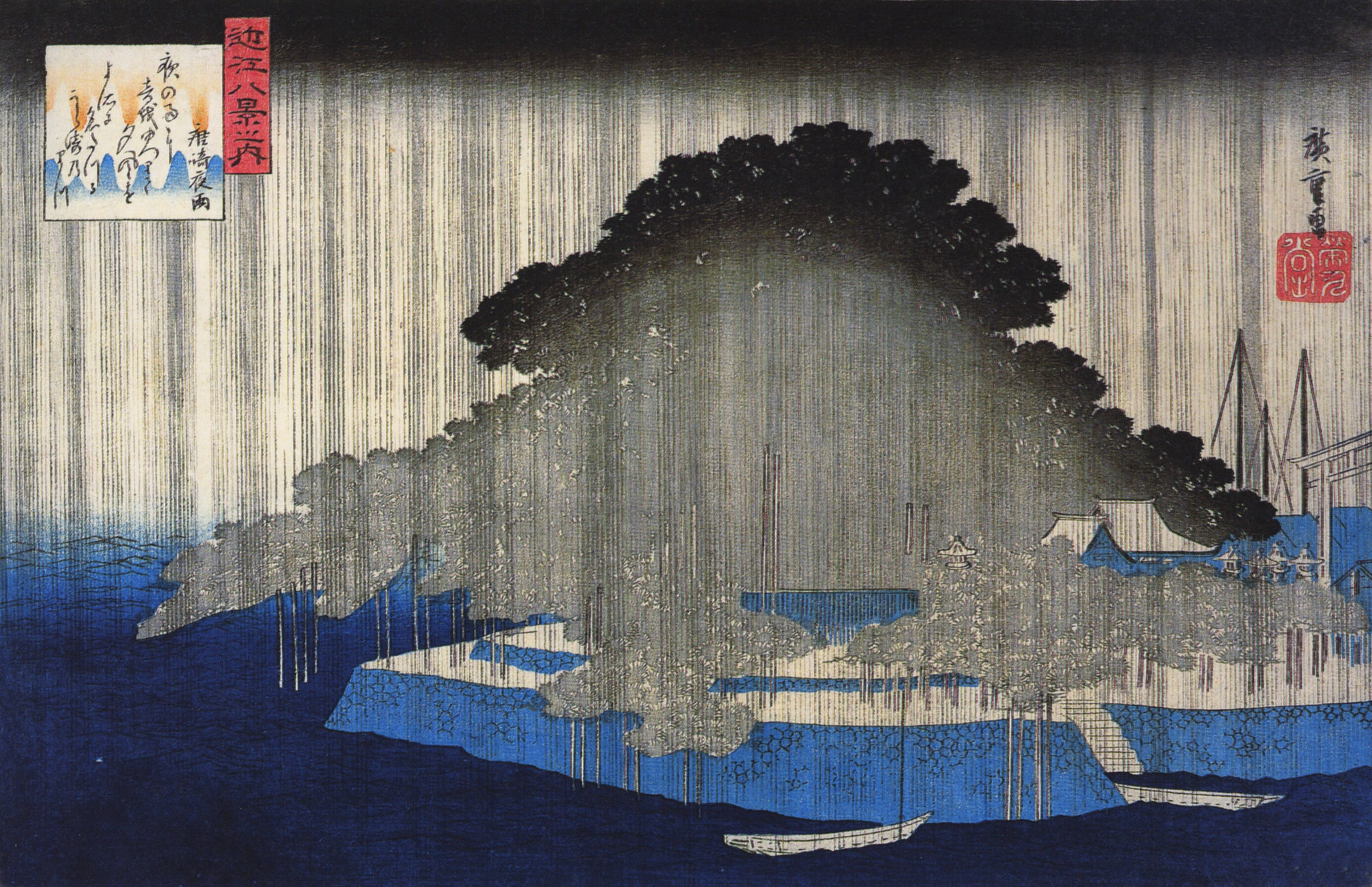
Pluja forta sobre un pi
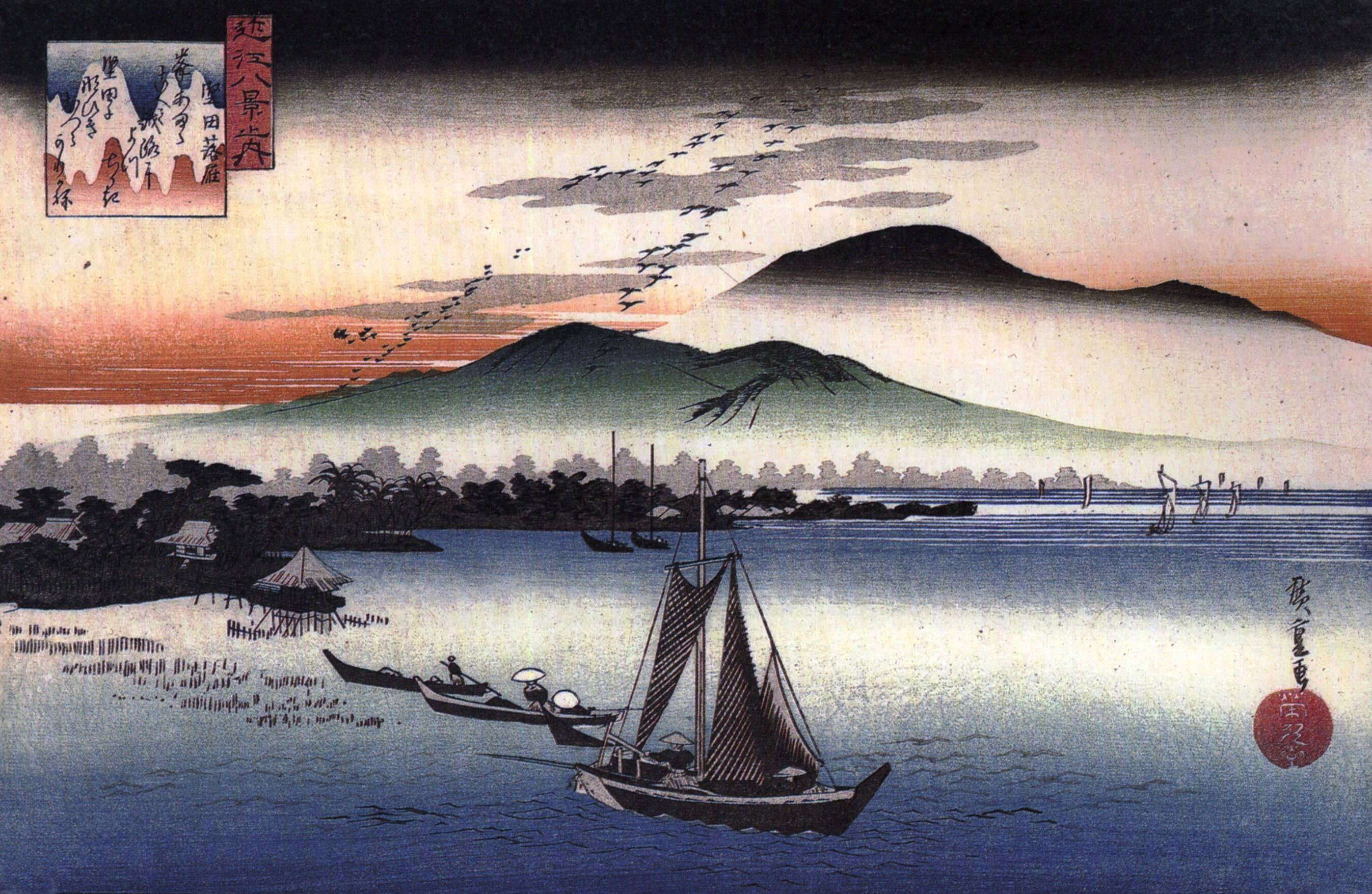
Barques de pesca en un llac.
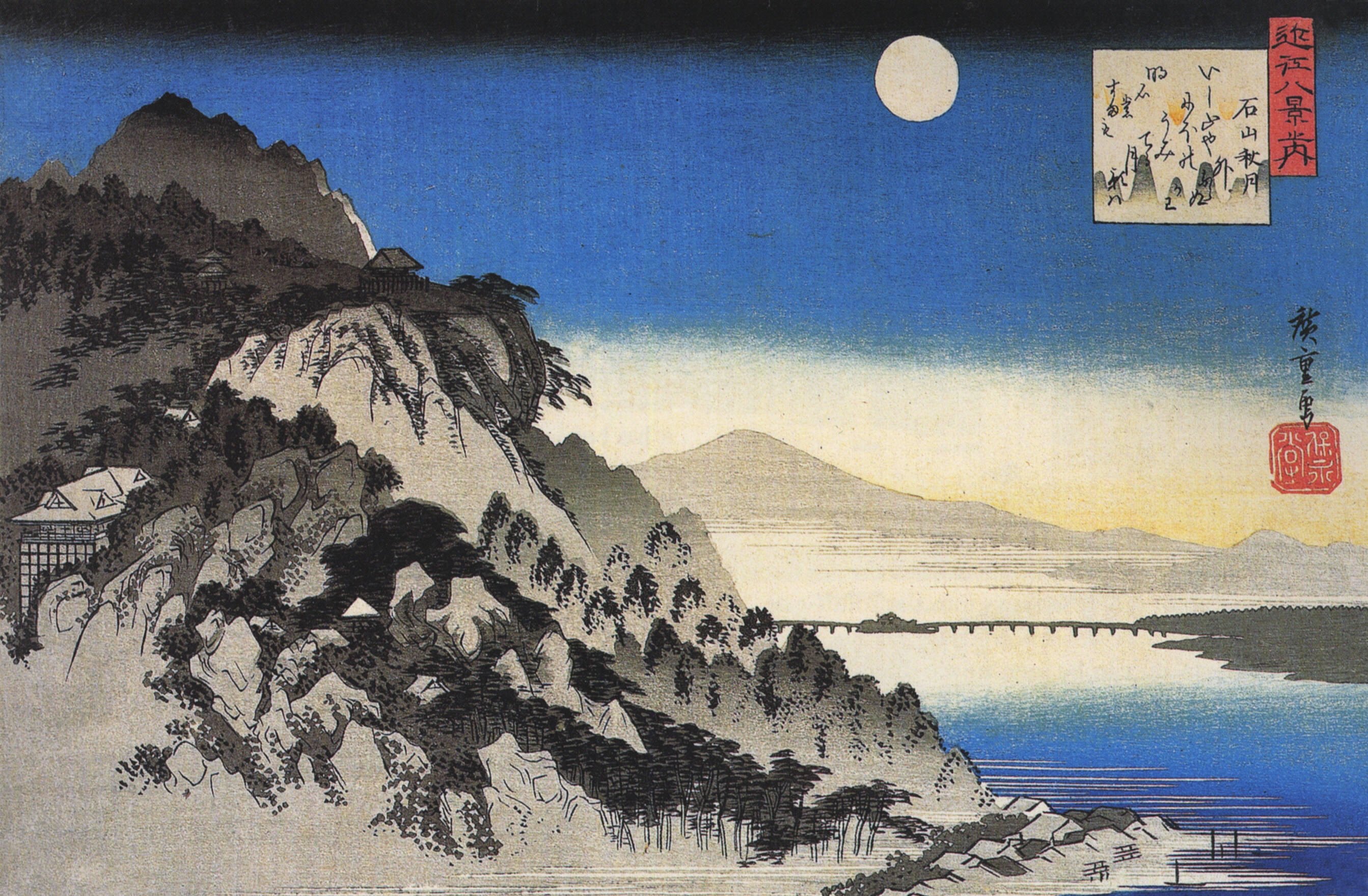
Lluna sobre un paisatge muntanyenc
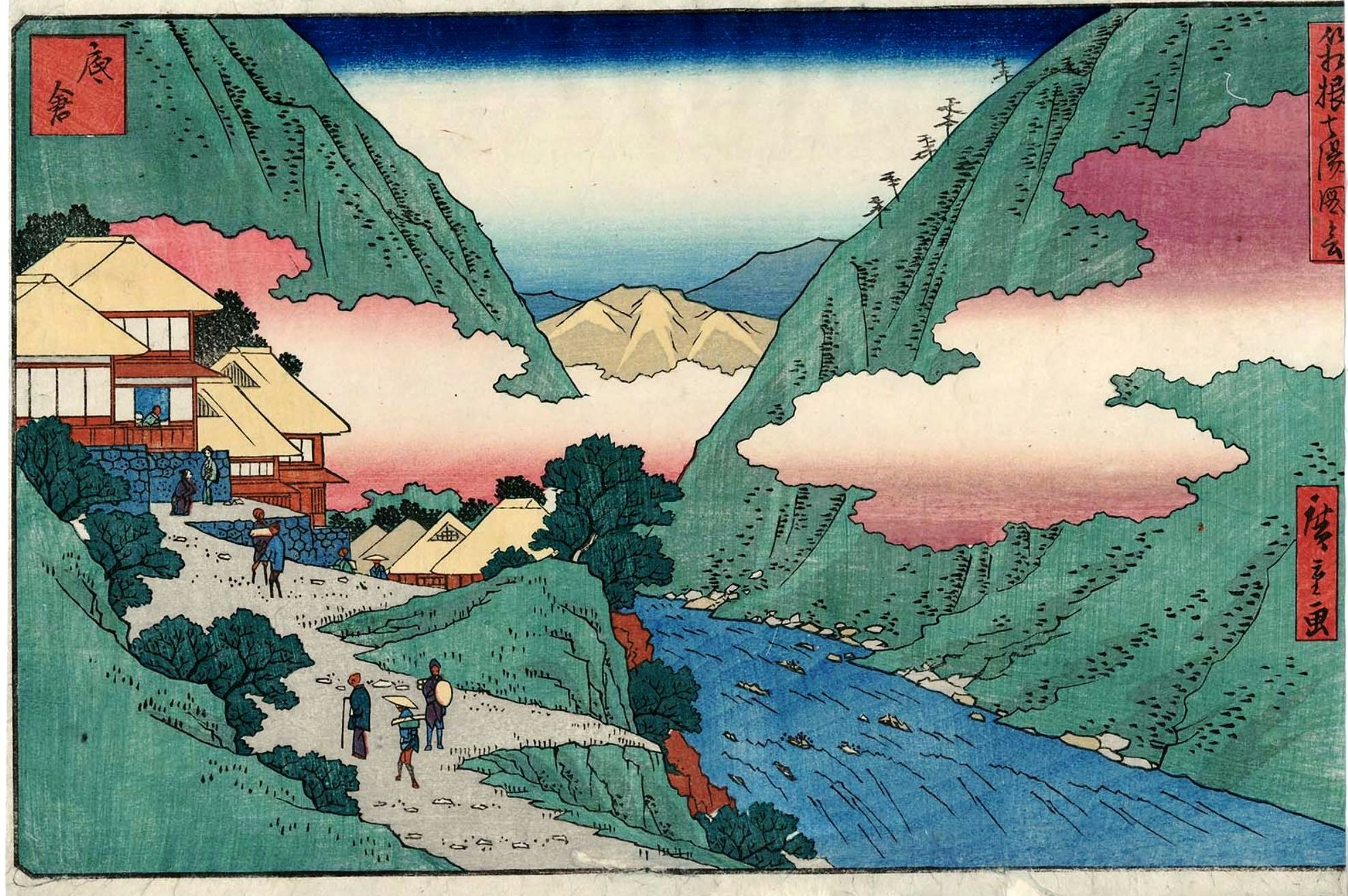
Sokokura
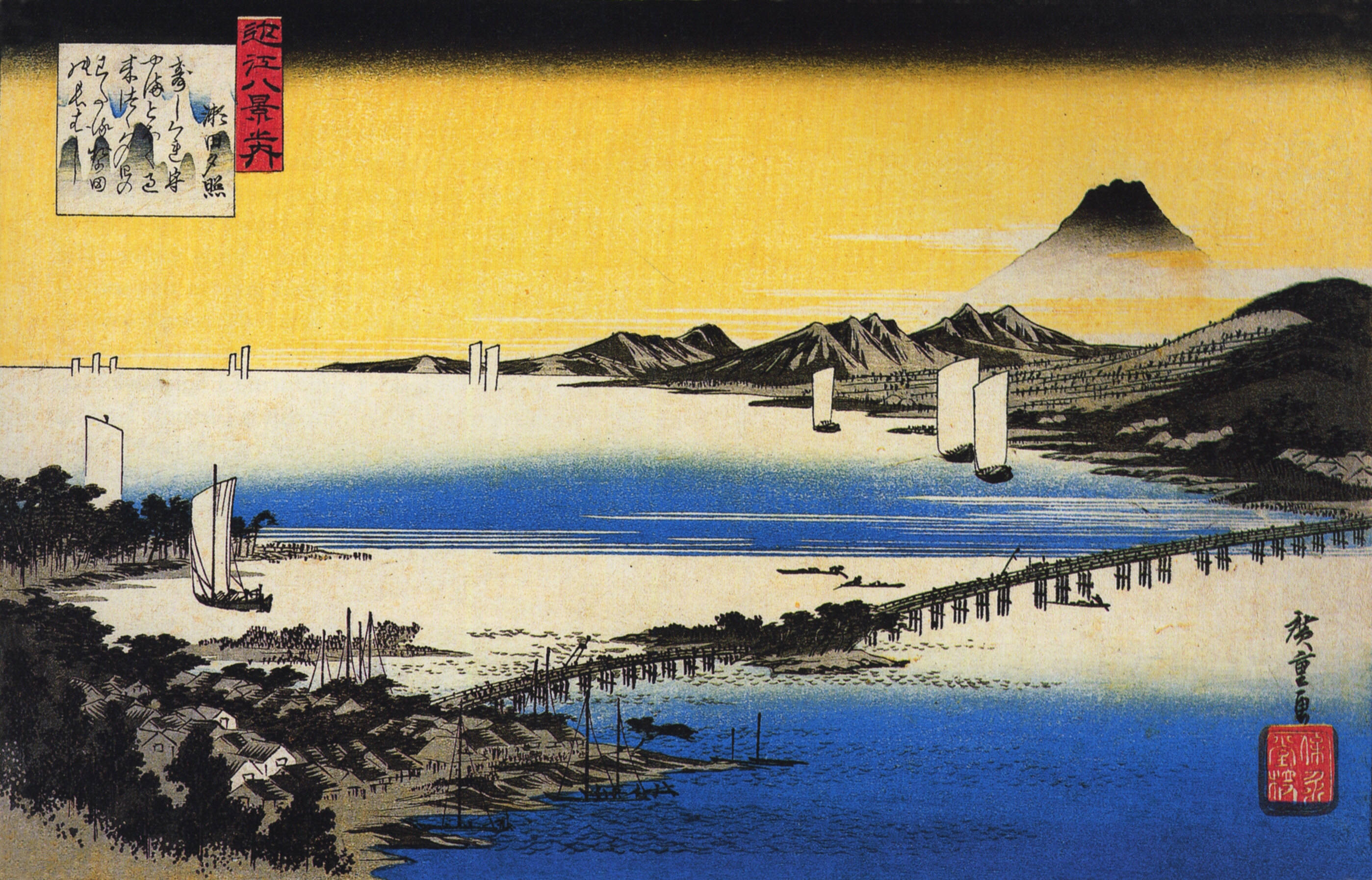
Vista d'un pont sobre un llac
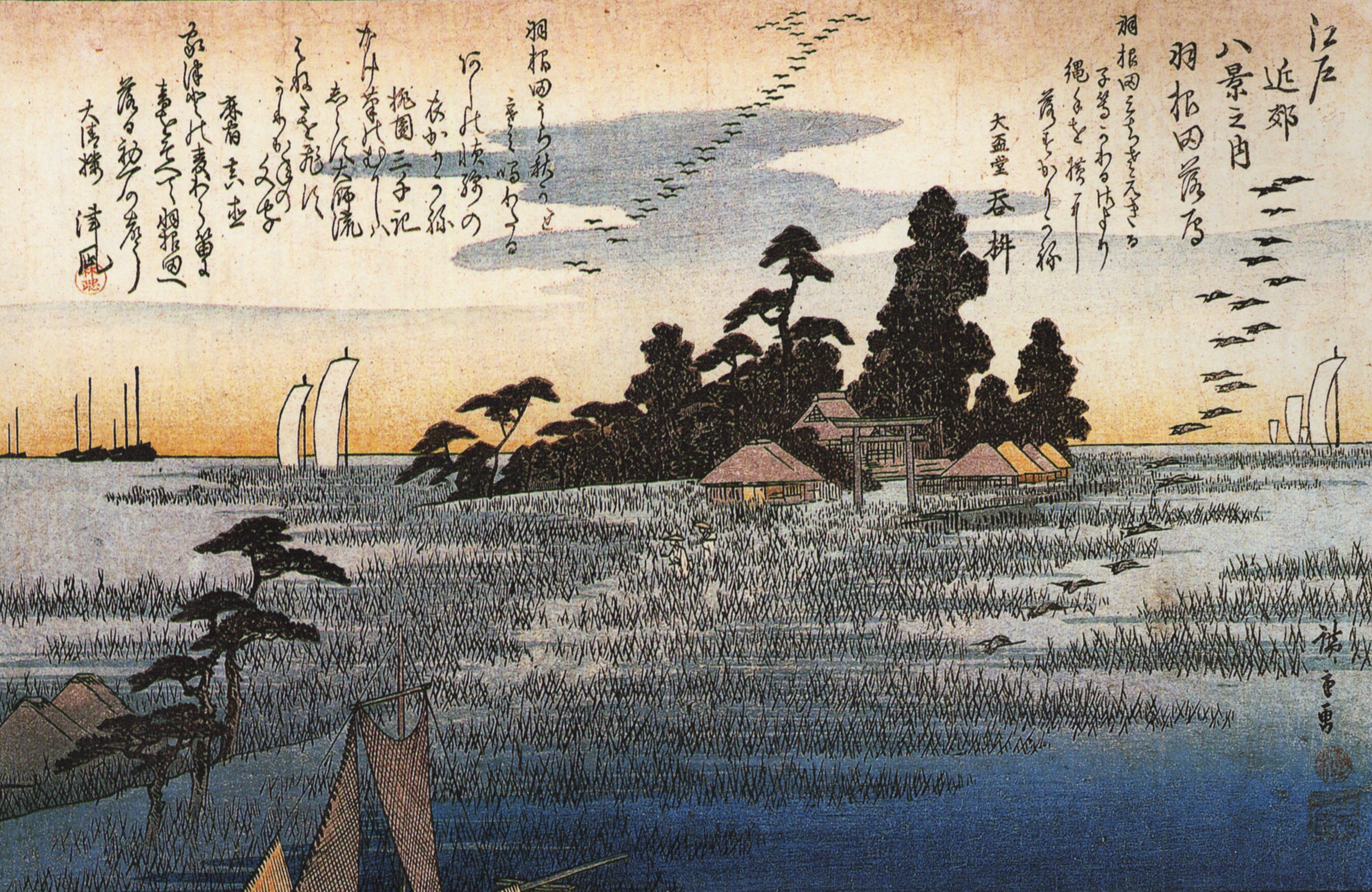
Santuari